# Polydesmus muralewiczi
Polydesmus muralewiczi är en mångfotingart som beskrevs av Hans Lohmander 1936. Polydesmus muralewiczi ingår i släktet Polydesmus och familjen plattdubbelfotingar. Inga underarter finns listade i Catalogue of Life.